# Reuteria wheeleri
Reuteria wheeleri är en insektsart som beskrevs av Henry 1976. Reuteria wheeleri ingår i släktet Reuteria och familjen ängsskinnbaggar. Inga underarter finns listade i Catalogue of Life.